# Sallustia Orbiana
Sallustia Orbiana (Seia Herennia Sallustia Barbia Orbiana Augusta); också känd som Barbia Orbiana, född ca 209, död okänt år, var en romersk kejsarinna, gift med kejsar Alexander Severus.

## Biografi
Sallustia Orbiana var dotter till den mäktige senatorn Seius Sallustius. Hon blev år 225 vid sexton års ålder gift med Alexander efter att ha valts ut av hans mor, Julia Mamaea.
Sallustia Orbiana blev berömd för sin skönhet, avbildades i många konstverk och är den enda av Alexanders fruar som fått mynt utgivna i sitt namn. Hennes svärmor kom dock i konflikt med henne på grund av hennes nära relation till maken, särskilt efter att han gett henne titeln Augusta.
Svärmodern behandlade henne så illa att hon vid ett tillfälle flyttade hem till sin far. Sallustia Orbinas fader rådgjorde då med pretoriangardet om skydd av henne, men detta tolkades som en högförrädisk handling. Fadern avrättades och Orbiana fråntogs titeln, tvingades skilja sig och landsförvisades till Libya.

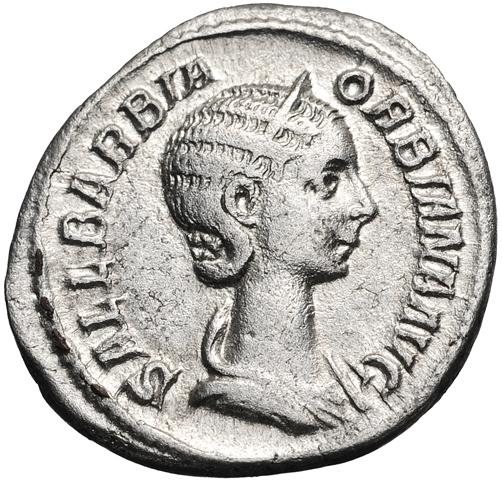
Orbianas denar.
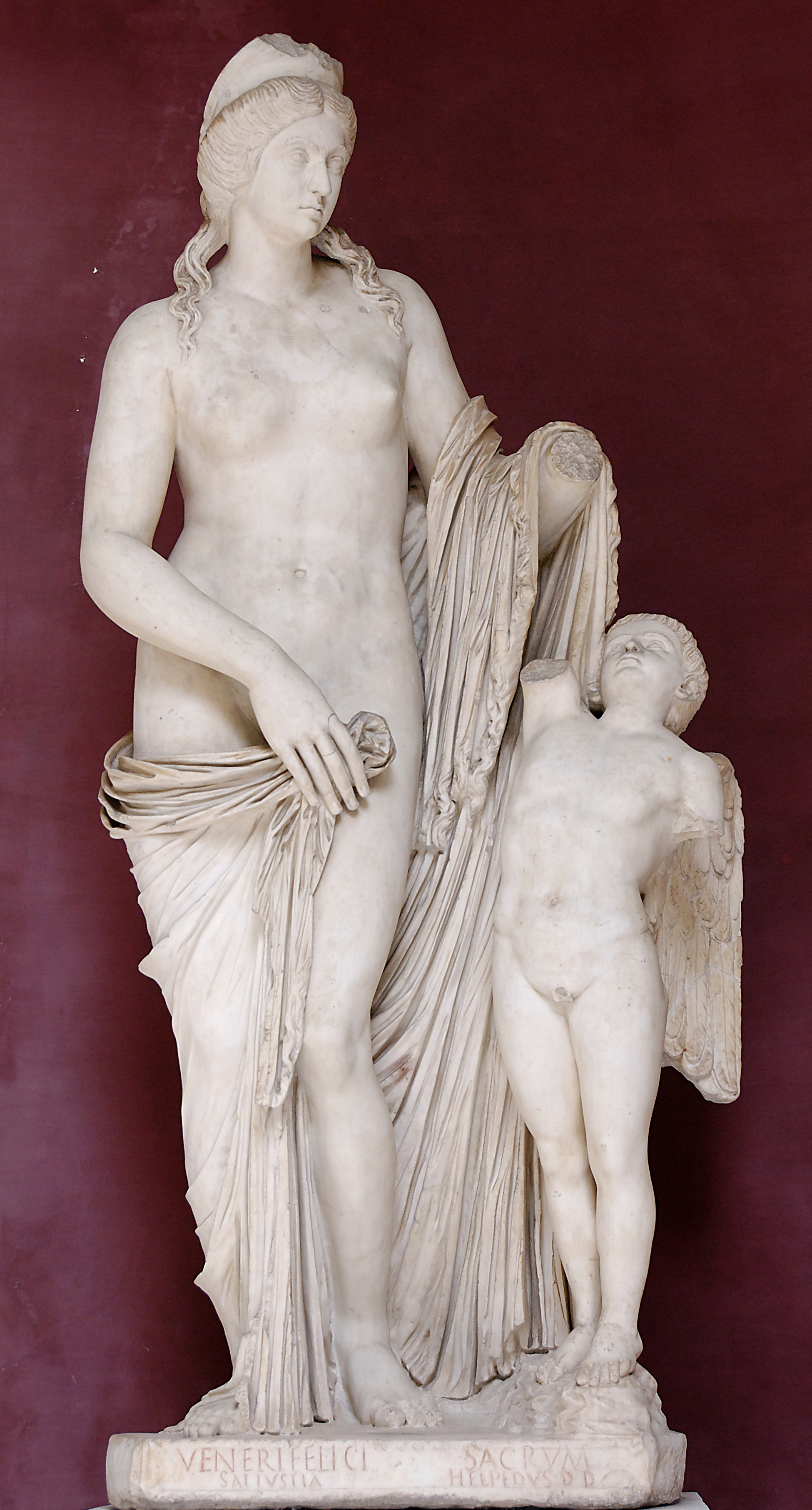
Skulptur av Sallustia Orbiana som Venus.